# The Red Suitcase

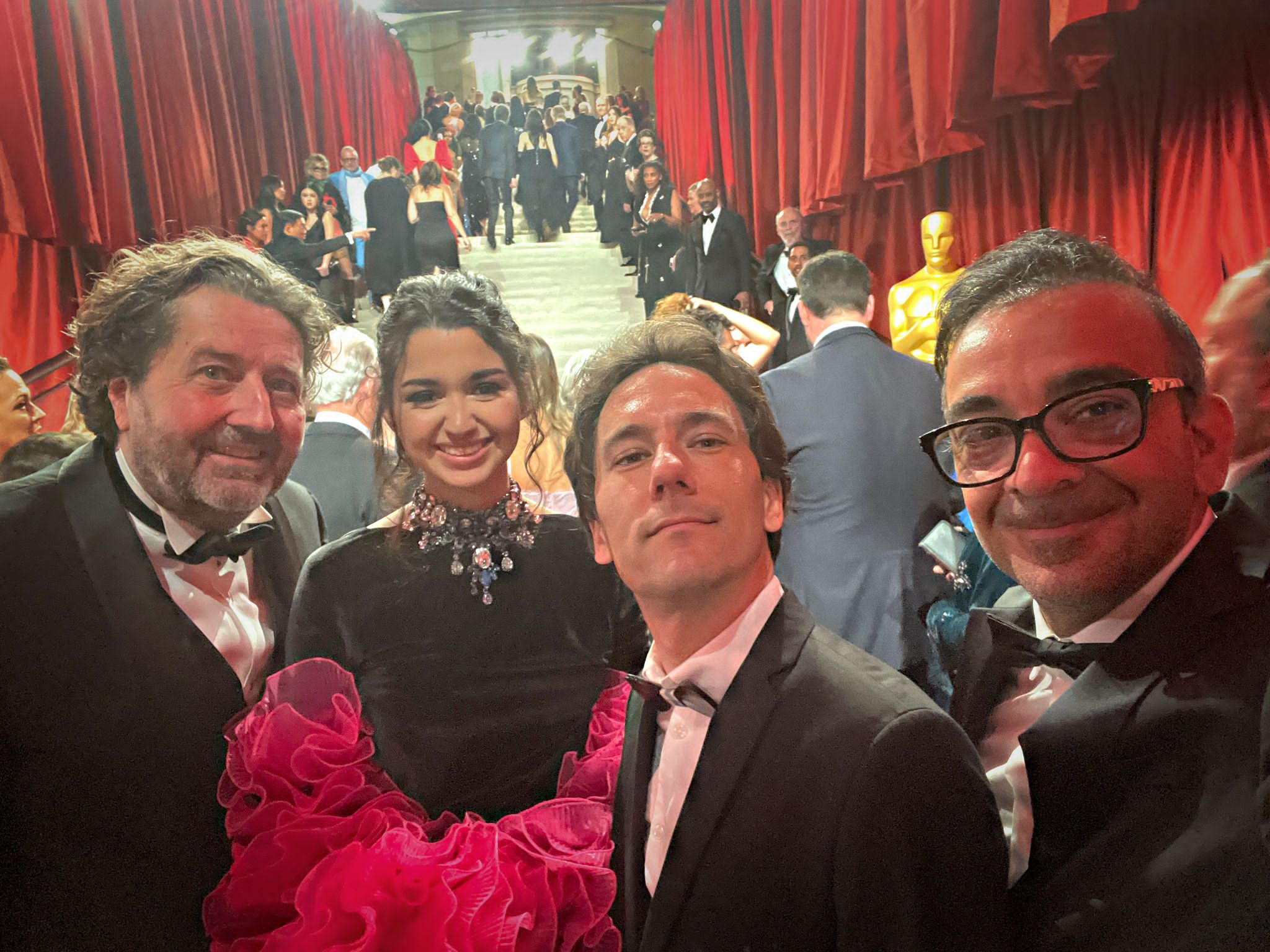
Selfie der Equipe von «The Red Suitcase» bei der Oscar-Verleihung 2023

The Red Suitcase (deutsch Der rote Koffer; auch bekannt unter dem Titel La valise rouge) ist ein luxemburgischer Kurzfilm von Cyrus Neshvad aus dem Jahr 2022, der eine Oscarnominierung erhielt.

## Inhalt
Spät Abends im Ankunftsbereich am Flughafen in Luxemburg. Ein 16-jähriges iranisches Mädchen, sie heißt Ariane, trägt einen roten Koffer bei sich. Gerade hat sie ihren Vater angerufen und ihm erzählt, dass sie noch im Flugzeug sitze. Sie wirkt verängstigt und versteckt sich an der Ausgangstür. Sie wird wegen ihres seltsamen Verhaltens von Sicherheitsbeamten des Flughafens zur Seite genommen und ihr Koffer wird überprüft, darin befinden sich Künstlerutensilien und einige beeindruckende Zeichnungen. Die Beamten haben nichts auszusetzen und lassen Ariane gehen. Sie zögert jedoch weiterhin, in die Empfangshalle zu gehen. Als sie dort einen Mann mit ergrautem Bart und mit einem Blumenstrauß erblickt, der wohl auf sie wartet, geht sie in die Damentoilette, nimmt dort ihr Kopftuch ab und lässt ihre langen Haare ihr Gesicht weitgehend verdecken. Ihren auffälligen roten Koffer verhüllt sie mit ihrem schwarzen Schal. So getarnt schlüpft sie an dem wartenden Mann vorbei in die Flughafenhalle. Dort tauscht sie ihr iranisches Geld in Euro und erhält einige kleinere Scheine. Ariane achtet darauf von dem wartenden Mann möglichst nicht gesehen zu werden. Niemand der Menschen in der große Flughafenhalle ahnt, dass das 16-jährige Mädchen mit einem ihr unbekannten Mann verlobt worden ist. 
Der Mann, der zunehmend wütender wird, will seinen mitgebrachten Blumenstrauß entsorgen und entdeckt dabei das von Ariane weggeworfene Behältnis, in dem sie ihr Geld aufbewahrt hatte. Ariane hat es inzwischen bis zum Ausgang geschafft, verlässt das Gebäude hastig und steigt in einen wartenden Reisebus ein, wobei sie ihr gesamtes Geld für ein Ticket ausgibt. Doch der Mann ist ihr gefolgt und beginnt den Bus zu durchsuchen. Ariane gelingt es, über den hinteren Ausgang zu entkommen und zu ihrem Koffer zu klettern, der sich im Gepäckfach des Busses befindet. Doch der Mann verlässt den Bus ebenfalls. Er wendet sich an den Busfahrer und bittet ihn, nach dem roten Koffer suchen zu dürfen. Er findet ihn, nimmt ihn an sich und geht weg. Die Klappe des Gepäckfaches schließt sich und lässt Ariane im Dunkeln sitzend zurück. Als ihr Handy klingelt, drückt sie die Nachrichten, die sie von ihrem Vater erhält, weg und schaltet das Gerät aus. Sie ist nun allein in einem fremden Land.

## Produktion, Veröffentlichung
Produziert wurde der Film von Cynefilms, die Nachbearbeitung lag bei L’Imagerie Studios, der Vertrieb bei Cynefilms Luxembourg.
Erstmals zu sehen war der Film am 10. August 2022 beim Rhode Island International Film Festival in den Vereinigten Staaten und im Februar 2023 beim Santa Barbara Film Festival, ebenfalls in den Vereinigten Staaten. In Frankreich erfolgte eine Veröffentlichung unter dem Titel La valise rouge.

## Rezeption

### Kritik
Alex Brannan schrieb bei CineFiles über den Film, der wie ein Spionage-Thriller beginne, was er aber nicht sei. Aber er befasse sich mit der angespannten Haltung eines Menschen. Der Film sei nicht besonders subtil, aber doch auf eine Weise spannend, die zu dem Thema passe. Es gebe auch Momente, die relativ nuanciert seien. Die letzte Einstellung des Kurzfilms zum Beispiel beginne ziemlich banal, das Bild kontextualisiere sich dann aber zunehmend neu.
Laura Clifford bewertete den Film bei Reeling Reviews und stellte fest, Cyrus Neshvad huldige mit dieser explosiven Geschichte eines jungen Mädchens, das am Flughafen von Luxemburg versuche einer arrangierten Ehe zu entkommen, den iranischen Frauen, die derzeit gegen ihr unterdrückerisches Regime protestierten.

### Erklärung von Cyrus Neshvad
Neshvad erklärte, seine Gedanken seien gerade bei den iranischen Frauen, dir für ihre Rechte kämpften. Er hoffe, dass dieser kurze Film helfen könne, deren Situation zu ändern. Das Ziel seines Films sei es, die Frauenunterdrückung auf der ganzen Welt abzuschaffen.

### Auszeichnungen, Nominierungen
|      | Ergebnis  | Kategorie                       | Preisträger                 | Auszeichnung                       | Festival                                    |
| 2022 | Gewonnen  | Bester Kurzfilm                 | Cyrus Neshvad und Cynefilms | Golden Owl Award                   | Tirana International Film Festival, AL      |
| 2022 | Gewonnen  | Bester Europäischer Kurzfilm    | Cyrus Neshvad und Cynefilms | Golden Owl Award                   | Tirana International Film Festival          |
| 2022 | Nominiert | Bester Kurzfilm                 | Cyrus Neshvad und Cynefilms | Festival Award                     | Show Me Shorts Film Festival                |
| 2022 | Gewonnen  | Bester Internationaler Kurzfilm |                             | Festival Award                     | San Diego International Film Festival       |
| 2022 | Nominiert | Bester narrativer Kurzfilm      | Cyrus Neshvad und Cynefilms | Bester Short Award                 | Rhode Island International Film Festival    |
| 2022 | Gewonnen  | Bester Internationaler Film     | Cyrus Neshvad und Cynefilms | Preis des Festivals                | New York Shorts International Film Festival |
| 2022 | Gewonnen  | Bester Narrativer Kurzfilm      | Cyrus Neshvad und Cynefilms | Bester Kurzfilmpreis               | Hawaii International Film Festival          |
| 2022 | Nominiert | Bester Internationaler Kurzfilm | Cyrus Neshvad und Cynefilms | Internationaler Kurzfilmpreis      | Foyle Film Festival                         |
| 2022 | Nominiert | Bester Internationaler Kurzfilm | Cyrus Neshvad und Cynefilms | Internationaler Kurzfilmpreis      | BendFilm Festival                           |
| 2022 | Gewonnen  | Bester Narrativer Kurzfilm      | Cyrus Neshvad und Cynefilms | Audience Award                     | Austin Film Festival                        |
| 2023 | Nominiert | Bester Kurzfilm                 | Cyrus Neshvad               | Oscar                              | Academy Awards                              |
| 2023 | Gewonnen  | Publikumsliebling               | Cyrus Neshvad               | Bamberger Zentaur - Publikumspreis | Bamberger Kurzfilmtage                      |